# Crosslake
Crosslake è una città degli Stati Uniti d'America, situata in Minnesota, nella contea di Crow Wing.